# Zapusta (województwo dolnośląskie)
Zapusta – wieś w Polsce położona w województwie dolnośląskim, w powiecie lubańskim, w gminie Olszyna. Zapusta to mała wieś o długości około 0,8 km leżąca w zachodniej części Wzniesień Radoniowskich, w dolinie potoku, prawego dopływu Kwisy, na wysokości około 235–240 m n.p.m.
Według Narodowego Spisu Powszechnego (III 2011 r.) liczyła 83 mieszkańców. Jest najmniejszą miejscowością gminy Olszyna.

## Historia
Zapusta powstała najpóźniej w XIV wieku i nigdy nie rozwinęła się szerzej. W 1765 roku mieszało tu: 4 kmieci, 12 zagrodników, 39 chałupników i 6 rzemieślników, była to więc wtedy mała miejscowość. W 1825 roku we wsi było 78 domów w których działały 93 warsztaty płóciennicze, a więc praktycznie wszyscy mieszkańcy trudnili się tkactwem. W 1840 roku Zapusta  nieco rozwinęła się i liczyła 81 domów, w tym: folwark, szkołę ewangelicka z nauczycielem, młyn wodny i gospodę.

Po 1945 roku miejscowość zaczęła się wyludniać, ubyło w niej też domów. W 1978 roku były tu 23 gospodarstw rolnych, w 1988 roku ich liczba zmalała do 13.
W latach 1975–1998 miejscowość należała administracyjnie do województwa jeleniogórskiego.

## Zabytki
Do wojewódzkiego rejestru zabytków wpisany jest:
- Zamek Rajsko w ruinie, z XIV-XIX w.

## Szlaki turystyczne
Przez Zapustę przechodzi szlak turystyczny:
- ze Złotnik Lubańskich do Bożkowic.